# دوویما
دوویما (انگلیسی: Dovima; ۱۱ دسامبر ۱۹۲۷ – ۳۱ مهٔ ۱۹۹۰) مدل و هنرپیشه اهل ایالات متحده آمریکا بود.
از فیلم‌ها یا برنامه‌های تلویزیونی که وی در آن نقش داشته‌است می‌توان به مضحک‌روی و مریخی محبوب من اشاره کرد.